# Gastrochaenidae
Gastrochaenida, Gastrochaenoidea
Ordre
Super-famille
Famille
Gastrochaenidae est une super-famille de mollusques bivalves marins, de la super-famille monotypique Gastrochaenoidea, de l'ordre marin monotypique des Gastrochaenida.

## Historique
La famille des Gastrochaenidae est décrite en 1840 le zoologiste britannique John Edward Gray (1800-1875), en même temps que la super-famille des Gastrochaenoidea. 
L'ordre des Gastrochaenida est décrit en 1949 par Lange de Morretes. 

## Liste des genres
Les genres inclus dans cette famille des Gastrochaenidae sont au nombre de huit vivants et deux fossiles :
- †Carterochaena Fürsich, T. J. Palmer & Goodyear, 1994
- Cucurbitula Gould, 1861
- Dufoichaena Jousseaume in Lamy, 1925
- Eufistulana Eames, 1951
- Gastrochaena Spengler, 1783
- Lamychaena Freneix, 1979
- †Llosaria Quintana, 2015
- Rocellaria Blainville, 1828
- Spengleria Tryon, 1861
- Spenglerichaena Carter, 2011